# Джон Тренхейл
Джон Тренхейл (на английски: John Trenhaile) е английски писател, автор на бестселъри в жанровете трилър и шпионски роман.

## Биография и творчество
Джон Тренхейл е роден на 29 април 1949 г. в Хартфорд, Хартфордшър, Англия. От малък иска да бъде писател, дори си пожелава да има пишеща машина. Завършва право в Магдален Колидж в Оксфорд. Там прави първите си сериозни опити да пише. В периода 1973 – 1985 г. е действащ адвокат в Лондон.
През 1977 г., докато е на почивка в Гърция, решава да се насочи към трилъра. Първият му опит е неуспешен, но получава аванс, който го стимулира да продължи.
Първият му трилър „The Man Called Kyril“ от поредицата „Генерал Степан Повин“ е публикуван през 1994 г. Главният му герой е къртица в КГБ. Романът става бестселър и дава старт на писателската му кариера. През 1988 г. романът е екранизиран в телевизионния минисериал „Codename: Kyril“ с участието на Едуард Удуърд, Иън Чарлсън, Джос Акланд и Ричард Грант.
За написването на поредицата романи, чието действие се развива в Русия, той никога не посещава страната, но за втората си поредица „Саймън Йънг“ прави посещения в Хонконг, Тайван, Тайланд, Корея, Япония и Малайзия. Първият трилър от нея „The Mahjong Spies“ е публикуван през 1986 г.
След напускане на адвокатската кантора през 1985 г. работи като журналист и редактор за тайландското правителство до пенсионирането си през 2001 г. След това разделя времето си между Англия и Сабах в Източна Малайзия, където става будист и учи тайски. През 2012 г. преподава в местно училище в най-бедните райони североизточно от Тайланд. Посвещава се в пропагандирането на будизма.
Джон Тренхейл живее със семейството си в Съсекс.

## Произведения

### Самостоятелни романи
- Krysalis (1989)
Крисалис, изд.: „Компас“, Варна (1995), прев. Тинко Трифонов
- Acts of Betrayal (1990)
- Blood Rules (1991)
Правилата на кръвта, изд.: „Компас“, Варна (1996), прев. Тинко Трифонов
- The Tiger of Desire (1992)
- A Means to Evil (1993)
- Against All Reason (1994)
Смъртоносен избор, изд.: „Плеяда“, София (1997), прев.

### Серия „Генерал Степан Повин“ (General Stepan Povin)
1. The Man Called Kyril (1981)
2. A View from the Square (1983)
3. Nocturne for the General (1985)

### Серия „Саймън Йънг“ (Simon Young)
1. The Mahjong Spies (1986)
2. The Gates of Exquisite View (1987)
3. The Scroll of Benevolence (1988)

### Екранизации
- 1988 Codename: Kyril – ТВ минисериал